# ぎふ信長まつり

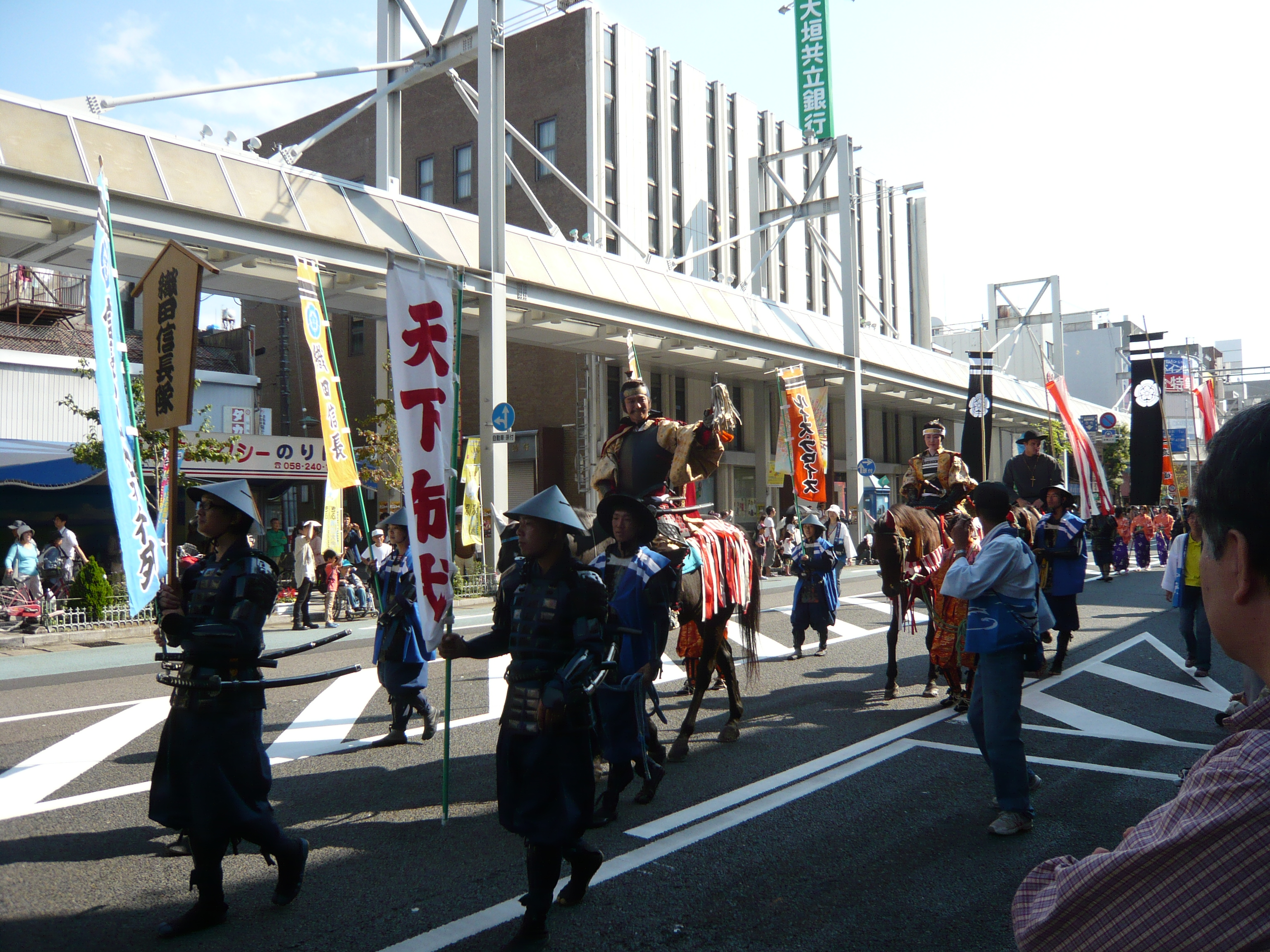
ぎふ信長まつりの武者行列（2012年10月7日）

ぎふ信長まつり（ぎふのぶながまつり）は、「楽市楽座」と呼ばれる経済活性化政策などで、岐阜のまちづくりに貢献した織田信長を称え岐阜県岐阜市で毎年秋に行われる祭りイベント。2022年（令和4年）からは「岐阜市農業まつり」と共同開催されることとなったため、「岐阜市産業・農業祭〜ぎふ信長まつり〜」に名称変更された。ぎふ信長まつり実行委員会及び岐阜市農業まつり実行委員会が共催する。

## 概要
1953年（昭和28年）4月4日、5日に織田信長の「稲葉山入城400年」記念イベントとして岐阜商工会議所が岐阜タイムス（現・岐阜新聞）と共催し、伊奈波神社の例大祭「岐阜まつり」で信長公騎馬武者行列が行われたのが始まりで、1957年（昭和32年）に「岐阜まつり」から切り離して商業振興策の一つとして「ぎふ信長まつり」の名称で秋まつりとなった。
岐阜市内中心部が歩行者天国になり、公募で選ばれた市民が織田信長、斎藤道三、濃姫、お市の方等に扮して行進する「信長公騎馬武者行列」をはじめ、少年少女の時代行列や音楽隊がパレードを実施する。織田信長役に著名人が時折出演することもあり、岐阜市制120周年を記念した2009年（平成21年）には岐阜市出身の俳優伊藤英明が出演した。2017年（平成29年）には藤岡弘、、2018年（平成30年）には「MAG!C☆PRINCE」の永田薫、NHK大河ドラマ『麒麟がくる』放映の前年である2019年（令和元年）には明智光秀役を新設し、1992年（平成4年）のNHK大河ドラマ『信長 KING OF ZIPANGU』で光秀役を演じたマイケル富岡が参加した。
新型コロナウイルス感染症による中止をはさみ、2022年（令和4年）に岐阜市農業まつりとの共催で「岐阜市産業・農業祭〜ぎふ信長まつり〜」として11月4日、5日に開催された。金華橋通りで行われた11月5日の騎馬武者行列には東映映画『レジェンド&バタフライ』の翌年公開を記念して、同映画主演の木村拓哉が信長役で、武将の福富平太郎定家役で再び伊藤英明が参加した。騎馬武者行列には観覧応募が殺到し、岐阜市の発表では1万5000人の定員に対して応募人数は64倍の96万6555人に達した。
直前の10月29日に発生した韓国ソウル梨泰院雑踏事故を受け、岐阜県警などが厳戒態勢で警戒に臨む事態となった。騎馬武者行列が行われた11月5日の人出は46万人、2日間であわせて計62万人の人出となり、いずれも過去最多を記録した。
2023年（令和5年）は11月4、5日に開催。5日の騎馬武者行列は従来の市民参加型に戻り、公選で選ばれた男女4人が信長役などを務めた。2日間の観客数は44万人だった。

## 開催日
- 毎年11月の第1土曜日と翌日日曜日（2022年から）

## 主な催事
信長公追悼式
毎年、織田信長ゆかりの寺院である崇福寺にて「信長公追悼式」が営まれる。
ぎふ信長駅前楽市
JR岐阜駅北口駅前広場
信長公騎馬武者行列
金華橋通り（2022年から）